# Muzeum „Dom Szewca” w Pszczewie
Muzeum „Dom Szewca” w Pszczewie – muzeum (skansen) z siedzibą we wsi Pszczew (powiat międzyrzecki). Placówka jest gminną jednostką organizacyjną, działającą w ramach pszczewskiego Gminnego Ośrodka Kultury.
Muzeum zostało otwarte we wrześniu 1984 roku. Mieści się w drewnianym domu mieszczańskim, pochodzącym z połowy XVIII wieku. Budynek ma częściowo konstrukcję szachulcową, zaś jego dach kryty jest gontem. Wewnątrz zrekonstruowano dawne wnętrza, w tym „czarną izbę” oraz warsztat szewski oraz sklep z początku XX wieku, należący do Feliksa Paździorka. Ponadto prezentowane są ekspozycje, związane z historią i archeologią Pszczewa i okolic.
Muzeum jest placówką sezonową, czynną od maja do kwietnia (w lipcu i sierpniu codziennie, w pozostałym okresie -  w dni robocze). W pozostałych miesiącach roku muzeum czynne jest po uprzednim uzgodnieniu. Wstęp jest płatny. W budynku mieści się również informacja turystyczna.